# Kurt Täger
Kurt Täger (* 16. März 1879 in Kohlfurt, Oberlausitz; † 1. August 1946 in Hannoversch Münden) war ein deutscher Verwaltungsjurist und Kommunalbeamter. Zur Zeit der Weimarer Republik war er Bürgermeister von Wilhelmshaven und Oberbürgermeister von Herne.

## Leben
Täger entstammte einer alten sächsischen Jäger- und Försterfamilie. Sein Vater Arthur Täger war Oberforstmeister und Stadtrat in Görlitz. Curt Täger studierte Rechtswissenschaft an der Universität Jena und wurde 1899 Mitglied des Corps Thuringia Jena. Er legte 1906 das Staatsexamen ab und trat als Syndikus in den Dienst der Stadt Luckenwalde in Brandenburg.
1910 wurde er vom Wilhelmshavener Bürgervorsteherkollegium und Magistrat zum Stadtsyndikus gewählt. Im Ersten Weltkrieg wurde er bereits zu Beginn schwer verwundet. Nach Kriegsende, im Jahr 1919, erhielt Wilhelmshaven das Amt eines Oberbürgermeisters, als dessen Stellvertreter Täger zum Bürgermeister gewählt wurde. Darüber hinaus war er für das Polizeiwesen zuständig. Wegen seines Vorgehens bei den Hungerunruhen in den Jadestädten war er 1920 heftiger Kritik ausgesetzt. Ein Abwahlantrag wurde jedoch abgelehnt, und er blieb bis 1925 im Amt.
Im September 1925 wechselte er in das Amt des Oberbürgermeisters der Stadt Herne in Westfalen.
Seine größten Leistungen in der folgenden Zeit waren der Erwerb des Geländes Gysenberg von den Grafen Westerholt (Adelsgeschlecht) und die anschließende Eingemeindung des Amtes Sodingen in den Stadtverband Herne 1927/28. Damit konnte den Herner Bürgern ein Stadtwald als Naherholungsgebiet übergeben werden. Heute befindet sich in diesem Bereich der bekannte Revierpark Gysenberg. Der Versuch Tägers, das Schulwesen in Herne zu reformieren, scheiterte an der Wirtschaftskrise. Am 3. April 1933 wurde ihm von der Nationalsozialistischen Deutschen Arbeiterpartei beherrschten Stadtverordnetenversammlung das Misstrauen ausgesprochen. Er wurde vom  Regierungspräsidenten suspendiert, erhielt ab 1. Mai 1933 kein Gehalt mehr und wurde auf eigenen Antrag zum 1. August 1933 wegen Dienstunfähigkeit in den Ruhestand versetzt. Er zog sich nach Hannoversch Münden zurück und betätigte sich als selbständiger Rechtsanwalt in Kassel. In der Nachkriegszeit in Deutschland starb er mit 67 Jahren an Spätfolgen einer Verwundung aus dem Ersten Weltkrieg.